# آلبانی ونیزی
آلبانی ونیزی (ونتی: Albania vèneta, ایتالیایی: Albania Veneta, آلبانیایی: Arbëria Venedikase, صربی‌کرواتی: Mletačka Albanija, Млетачка Албанија) به‌عنوان اصطلاح رسمی برای مستعمرات متعدد جمهوری ونیز در جنوب شرقی دریای آدریاتیک شناخته می‌شود که مناطق ساحلی عمدتاً در مونته‌نگروی جنوبی کنونی و بخش‌هایی از آلبانی شمالی را در بر می‌گرفت.
در طول حکومت ونیزی‌ها در این مناطق، تغییرات بزرگی در قلمروها رخ داد، که از سال ۱۳۹۲ آغاز شد و تا سال ۱۷۹۷ ادامه یافت. تا پایان قرن پانزدهم، دارایی‌های اصلی ونیزی در شمال آلبانی به‌دلیل گسترش امپراتوری عثمانی از دست رفت. با وجود این، ونیزی‌ها تمایلی به چشم‌پوشی از ادعاهای رسمی خود بر سواحل آلبانی نداشتند و اصطلاح آلبانی ونیزی به‌صورت رسمی در استفاده باقی ماند و به مستعمرات باقی‌مانده ونیزی در سواحل مونته‌نگرو، که حول خلیج کوتور متمرکز بود، اشاره داشت. در این دوران، دزدی دریایی آلبانیایی به اوج خود رسیده بود. این مناطق تا سقوط جمهوری ونیز در سال ۱۷۹۷ تحت سلطه ونیز باقی ماندند. با پیمان کامپو فورم‌یو، این منطقه به پادشاهی هابسبورگ منتقل شد.